# Joseph-Louis Lagrange

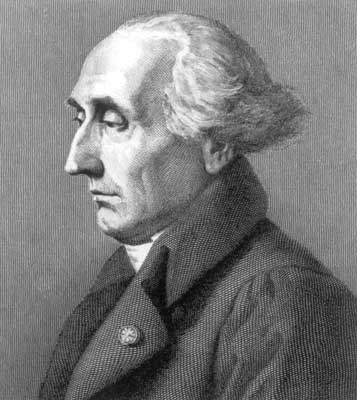
Joseph-Louis Lagrange

Joseph-Louis Lagrange, gedoopt Giuseppe Lodovico Lagrangia, (Turijn, 25 januari 1736 – Parijs, 10 april 1813) was een wiskundige en astronoom van Italiaanse afkomst, die later in Frankrijk en Pruisen werkte.
Lagrange geldt als een van de meest vooraanstaande wiskundigen van de 18de eeuw, wellicht alleen vergelijkbaar met Leonhard Euler.

## Leven en werk
Lagranges vader verloor het familiefortuin door speculatie. Lagrange zei hierover later dat hij zonder die tegenslag nooit wiskundige zou zijn geworden.
Hij werd in 1756 ontdekt door Leonhard Euler, aan wie hij een verhandeling opstuurde over variatierekening, waarvan hij als de grondlegger kan worden beschouwd.
In 1764 trok hij naar Parijs en ontmoette de belangrijkste Franse wiskundigen in levenden lijve. Alexis Claude Clairaut beschreef hem als "een jongeman, niet minder opmerkelijk om zijn talenten dan om zijn bescheidenheid; zijn temperament is zachtaardig en melancholisch; hij kent geen ander plezier dan de studie."
Lagrange ontwikkelde zich tot een van de twee grootste wiskundigen van de 18e eeuw (samen met Euler). Hij werkte onder andere aan partiële differentiaalvergelijkingen, getaltheorie, analytische mechanica (hij zag de mechanica als een soort wiskunde) en aan problemen uit de astronomie, met name het drielichamenprobleem. Zijn resultaten werden gekenmerkt door algemeenheid en volledigheid; uitwerking van specifieke toepassingen liet hij graag aan anderen over.
Het Lagrange-formalisme is een generalisatie van de bewegingswetten van Newton, waarin het aantal plaatscoördinaten gelijk is aan het aantal vrijheidsgraden van beweging van het beschouwde mechanische systeem. De beperkingen van de bewegingsvrijheid van het systeem zitten verwerkt in het gekozen 'gegeneraliseerde' coördinatenstelsel. Dit formalisme speelt een centrale rol in zowel de geavanceerde klassieke mechanica als in de kwantummechanica. Ook het Lagrangepunt en de multiplicatoren van Lagrange zijn naar hem genoemd. Hij is daarnaast bekend vanwege de middelwaardestelling uit de differentiaalrekening.
Lagrange was een zwijgzame, gesloten man, die niet van ruzie hield; als iemand anders de eer opstreek van een idee van hem, dan liet hij het maar zo, want hij had toch al genoeg prestaties op zijn naam staan. Van 1766 tot 1787 werkte hij in Berlijn voor Frederik II van Pruisen. Op aanraden van de hofdames trouwde hij, maar zijn vrouw stierf al binnen enkele jaren, kinderloos.
Na de dood van Frederik verhuisde hij naar Parijs. Rond 1790 viel hij ten prooi aan neerslachtigheid en eenzaamheid. Hij hertrouwde in 1792 met Renée-Françoise-Adélaïde Le Monnier, dochter van zijn collega Pierre Charles Le Monnier. De laatste 20 jaar van zijn leven waren gelukkig en wiskundig productief.
Naast zijn wetenschappelijke werkzaamheid trad hij op als lid van het 'Bureau des longitudes' en werkte als zodanig mee aan de invoering van het metrieke stelsel. Hij was ook lid van de Sénat Conservateur, mede op grond waarvan hij in 1808 werd verheven tot graaf.
Na een ernstige ziekte overleed hij op 10 april 1813.

## Wetenswaardigheid
Lagrange is in Turijn geboren, maar was van vaderszijde van Franse afkomst. Hij werd na zijn dood bijgezet in het Panthéon als een van de verdienstelijkste Fransen aller tijden. Hij is een van de 72 Fransen wier namen in reliëf op de Eiffeltoren zijn aangebracht.

## Werk
- Sur la solution des problèmes indéterminés (1766–1770)
- Mécanique analytique (1788, 21815; m. biogr.)
- Théorie des fonctions analytiques (1797, 31847)
- Traité de la résolution des équations numériques de tous degrés (1798)
- Leçons sur le calcul des fonctions (1806)
- Œuvres (14 delen, 1867–1892)